# Фаллопиевы трубы

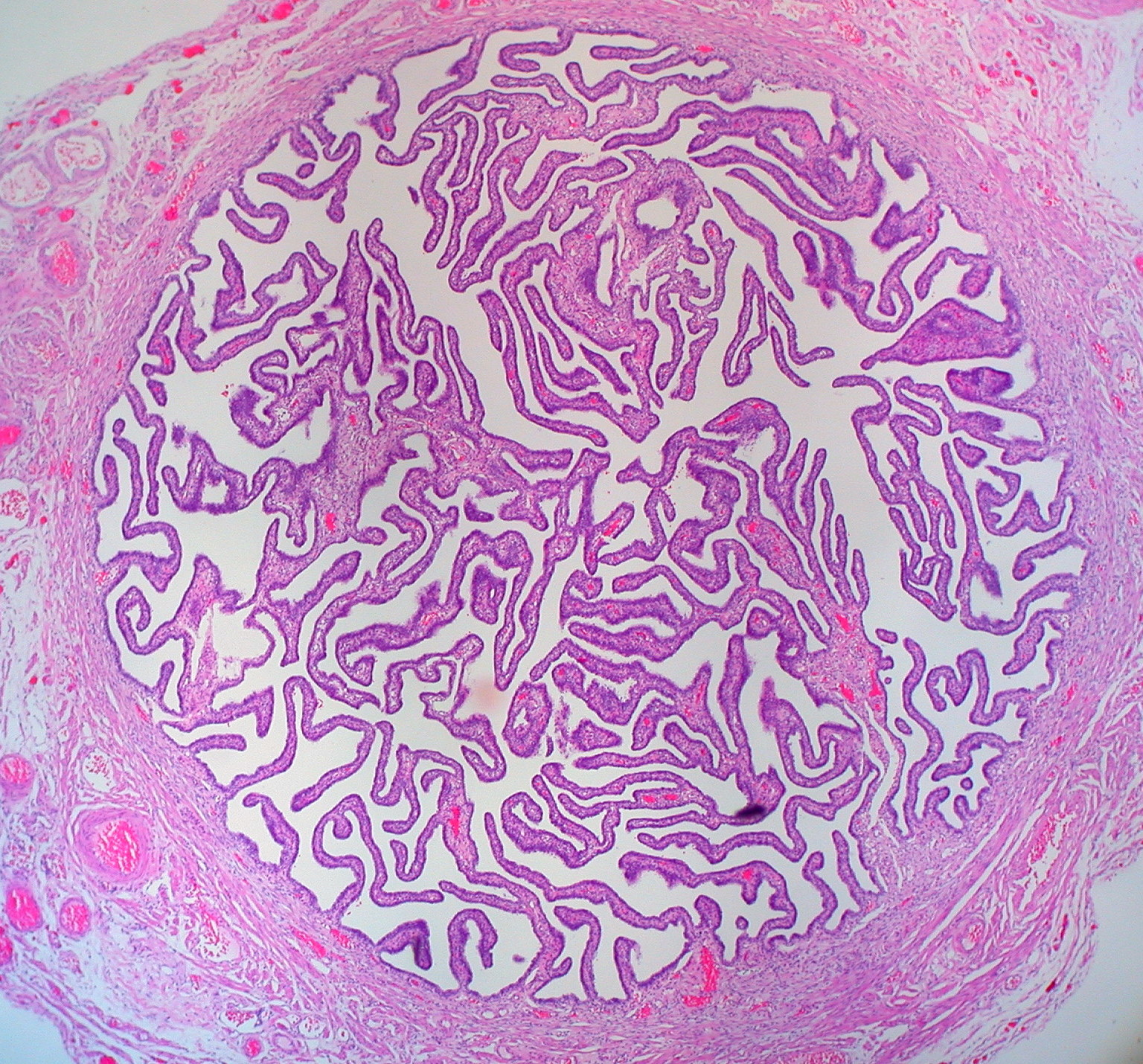
Поперечный разрез фаллопиевой трубы под микроскопом

Фалло́пиевы тру́бы (также ма́точные трубы) — яйцевод у млекопитающих, парный трубчатый орган, соединяющий полость матки с брюшной полостью. Названы по имени итальянского анатома XVI века Габриеле Фаллопия, впервые описавшего их.
Фаллопиевы трубы обеспечивают продвижение яйцеклетки, выделяющейся из яичника во время овуляции, в сторону матки, и продвижение сперматозоидов в обратном направлении. Они служат местом для оплодотворения яйцеклетки, создавая благоприятную среду для её оплодотворения и последующего начального этапа развития эмбриона, обеспечивают его дальнейшее продвижение в матку.

## Строение
Яичниковый конец маточной трубы (extremitas ovarica) имеет воронкообразное расширение (infundibulum tubae uterinae). Края этой воронки маточной трубы имеют многочисленные отростки неправильной формы и называются бахромкой трубы (fimbria tubae). Часть бахромки соединяющуюся с передним краем яичника называют бахромкой яичника (fimbria ovarica). Маточный конец трубы (extremitas uterina) соединяется маточным отверстием (ostium uterinum tubae) с рогом матки. Между двумя концами трубы располагаются короткий узкий и относительно прямой перешеек (isthmus tuba uterina), и сильно извитая расширенная ампула маточной трубы, составляющая около половины (иногда до двух третей) длины трубы.
Стенка маточной трубы состоит из трех оболочек: слизистой, мышечной и серозной.
Слизистая оболочка имеет многочисленные продольные складки (plicae tubariae). В эпителии слизистой оболочки имеются секреторные и реснитчатые клетки. Секреторные клетки вырабатывают необходимые для питания яйцеклетки вещества. Мышечная оболочка включает в себя циркулярные и продольные пучки гладких мышечных клеток. Перистальтические сокращения мышечной оболочки и мерцание ресничек эпителия обеспечивает продвижение яйцеклетки по яйцеводу в направлении к рогу матки. Внешняя серозная оболочка маточной трубы продолжающется в брыжейку маточной трубы (mesosalpinx) формирует широкую маточную связку (lig. latum uteri).
Правая труба обычно несколько длиннее левой.

## Функционирование
Как правило, воронка маточной трубы захватывает «ресничками» овулированную из яичника в брюшную полость яйцеклетку и направляет её внутрь себя. После овуляции яйцеклетка около 24 часов (по некоторым данным, от 8 до 12) остаётся в трубе жизнеспособной, где может быть оплодотворена сперматозоидом. Непосредственно оплодотворение происходит в ампулярной части фаллопиевой трубы (расширяющаяся часть трубы, расположенная ближе к яичнику). Образовавшаяся зигота «ресничками» трубы направляется в матку. Движение реснитчатого эпителия труб, как правило, направлено в матку. Неоплодотворённая яйцеклетка также движется в матку, пока не погибнет и не разрушится.

## Операции
Удаление фаллопиевых труб — сальпингэктомия — производится при злокачественных и доброкачественных опухолях, воспалительных болезнях, а также с целью стерилизации. Хирургические операции применяются для устранения бесплодия и при разрыве фаллопиевой трубы при внематочной беременности.